# Morten Pedersen Porsild

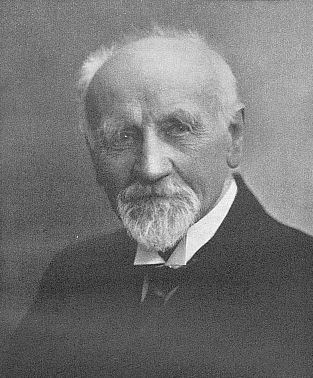
Morten Pedersen Porsild, 1952

Morten Pedersen Porsild (* 1. September 1872 in Glibstrup, Andst Sogn, Ribe Amt als Morten Pedersen; † 30. April 1956 in Kopenhagen) war ein dänischer Botaniker, der vor allem in Grönland tätig war. Sein offizielles botanisches Autorenkürzel lautet „Porsild“.   

## Leben

### Jugend und Familie
Morten Pedersen wurde 1872 in einer Bauernsiedlung östlich von Vejen als Sohn des Schreiners Peder Pedersen (1845–1879) und seiner Frau Marie Jensen (1849–1875) geboren. Seine Eltern starben beide jung, sodass er bereits mit sieben Jahren Vollwaise war. Er schloss 1893 die Schule in Roskilde ab und studierte anschließend unter Johannes Eugenius Bülow Warming Botanik an der Universität Kopenhagen, die er 1900 als cand.scient. verließ. Als Student heiratete er am 11. August 1897 in Store Heddinge Johanne Kirstine Nielsen (1870–1940), die Tochter des Wagners Christian Nielsen (1825–1890) und seiner Frau Kirsten Nielsen (1829–1876). Aus der Ehe gingen unter anderem der Botaniker Alf Erling Porsild (1901–1977) hervor, der Kurator am kanadischen Nationalmuseum in Ottawa wurde, sowie die Tochter Asta Irmelin Porsild (1903–1978), die mit dem grönländischen Handelsverwalter Peter Egede (1908–1996) verheiratet war. Über diesen ist er der Großvater des Psychologen Ingmar Egede (1930–2003) und der Urgroßvater der Unternehmerin Ivalo Egede (1956–2020).

### Expeditionen nach Grönland
Bereits während des Studiums hatte er 1898 den Geologen Knud Johannes Vogelius Steenstrup auf einer Expedition nach Grönland begleitet. Nach dem Studium wurde er als Assistent an der botanischen Sammlung der Universität angestellt. Am 18. Juli 1901 ließ er seinen Nachnamen zu Porsild ändern. 1902 leitete er selbst eine botanische Expedition in die Diskobucht, an der auch der Physiologe August Krogh und der Maler Harald Moltke teilnahmen. Die Resultate veröffentlichte er noch im selben Jahr in den Meddelelser om Grønland. 1903 argumentierte er in einem Artikel für die Errichtung einer Forschungsstation in Grönland, die lange Aufenthalte von Forschern in Grönland ermöglichen sollte. Der Gedanke war während der Expedition im Vorjahr entstanden. Anfangs stieß seine Idee nur auf wenig Begeisterung. Es gelang ihm jedoch in den folgenden Jahren, durch eine Spende des Politikers und Redakteurs Andreas Holck die finanziellen Mittel für die Errichtung aufzutreiben, während der Staat sich dazu bereiterklärte, den Betrieb der Station zu finanzieren. 1905 verließ er seine Assistentenstelle an der Universität und zog 1906 nach Qeqertarsuaq, wo er fortan die Arktisk Station leitete.

### Betrieb der Arktisk Station
Der Betrieb der Station war ein großer Erfolg und durch Buchspenden entstand in Qeqertarsuaq eine mehrere tausend Bücher umfassende Forschungsbibliothek. Morten P. Porsild erforschte die gesamte grönländische Botanik. Seine bedeutendsten Werke waren Flora fra Disko (1920) und Stray contributions to the flora of Greenland (1930/1935/1946). Er beschäftigte sich daneben aber auch mit Zoologie und Ethnologie. Er war auch politisch tätig. 1920 veröffentlichte er einen Artikel zur geplanten Neuordnung von Grønlands Styrelse, für die er anschließend 1920/21 in der Grønlandskommission saß. Hierfür wurde er 1921 mit dem Ritterkreuz des Dannebrogordens ausgezeichnet. Da er Grönländisch sprach, konnte er sich im Gemeinderat in Qeqertarsuaq engagieren. Seine Kollegen wählten ihn anschließend auch als ersten Dänen für zwei Legislaturperioden von 1927 bis 1939 in Grønlands Landsråd, wo er den 7. Wahlkreis Nordgrönlands vertrat. 1930 wurde er von Peter Dalager vertreten. Für seine Verdienste wurde er 1921 mit der Hans-Egede-Medaille ausgezeichnet. 1922 hielt er einige Gastvorlesungen an der University of Cambridge sowie an US-amerikanischen Universitäten. Zudem war er korrespondierendes Mitglied der American Geographical Society und ab 1949 Fellow des Arctic Institute of North America, in dessen Leitung er von 1945 bis 1948 involviert war.

### Späte Jahre
1940 starb seine Frau im Alter von 70 Jahren. Erst nach 40 Jahren an der Arktisk Station ließ er sich 1946 im Alter von rund 74 Jahren pensionieren und kehrte nach Kopenhagen zurück. Die Leitung der Station übernahm Paul Gelting, von dem aus sie 1953 an die Universität Kopenhagen überging. Er starb 1956 im Alter von 83 Jahren in Kopenhagen.